# Wolfgang Boehm (Politiker, 1908)
Wolfgang Boehm (* 15. September 1908 in Pettau, Österreich-Ungarn; † 18. August 1974 in Pforzheim) war ein deutscher Politiker (SPD).

## Leben
Wolfgang Boehm trat 1925 dem Reichsbanner Schwarz-Rot-Gold und 1930 der SPD bei. Er besuchte die Deutsche Aufbauschule in Gotha und legte 1931 dort das Abitur ab. Anschließend studierte er an den Universitäten Halle, Frankfurt am Main und Berlin Volkswirtschaftslehre. 1936 schloss er als Diplom-Volkswirt ab und promovierte 1938 als Dr. rer. pol. Boehm wurde 1939 Berufsberater in Cottbus, er beantragte am 23. Mai 1940 die Aufnahme in die NSDAP und wurde zum 1. Juli desselben Jahres aufgenommen (Mitgliedsnummer 8.148.016). 1941 wurde er von der Wehrmacht eingezogen und geriet 1945 in amerikanische Kriegsgefangenschaft.
Nach dem Zweiten Weltkrieg wurde Boehm 1947 in die Sowjetische Besatzungszone (SBZ) aus der Kriegsgefangenschaft entlassen. Er arbeitete als Referent an der Berliner Stadtbibliothek. 1950 siedelte er nach West-Berlin über und trat im folgenden Jahr wieder der SPD bei. Er wurde erneut Berufsberater. Von 1956 bis 1958 und ab 1962 war er Bezirksverordneter im Bezirk Spandau. Da Friedrich Borges zum Bezirksstadtrat in Spandau gewählt wurde, rückte Boehm im Februar 1965 in das Abgeordnetenhaus von Berlin nach. Bis 1971 gehörte er dem Parlament an.